# St. Stephanus (Stephanskirchen)

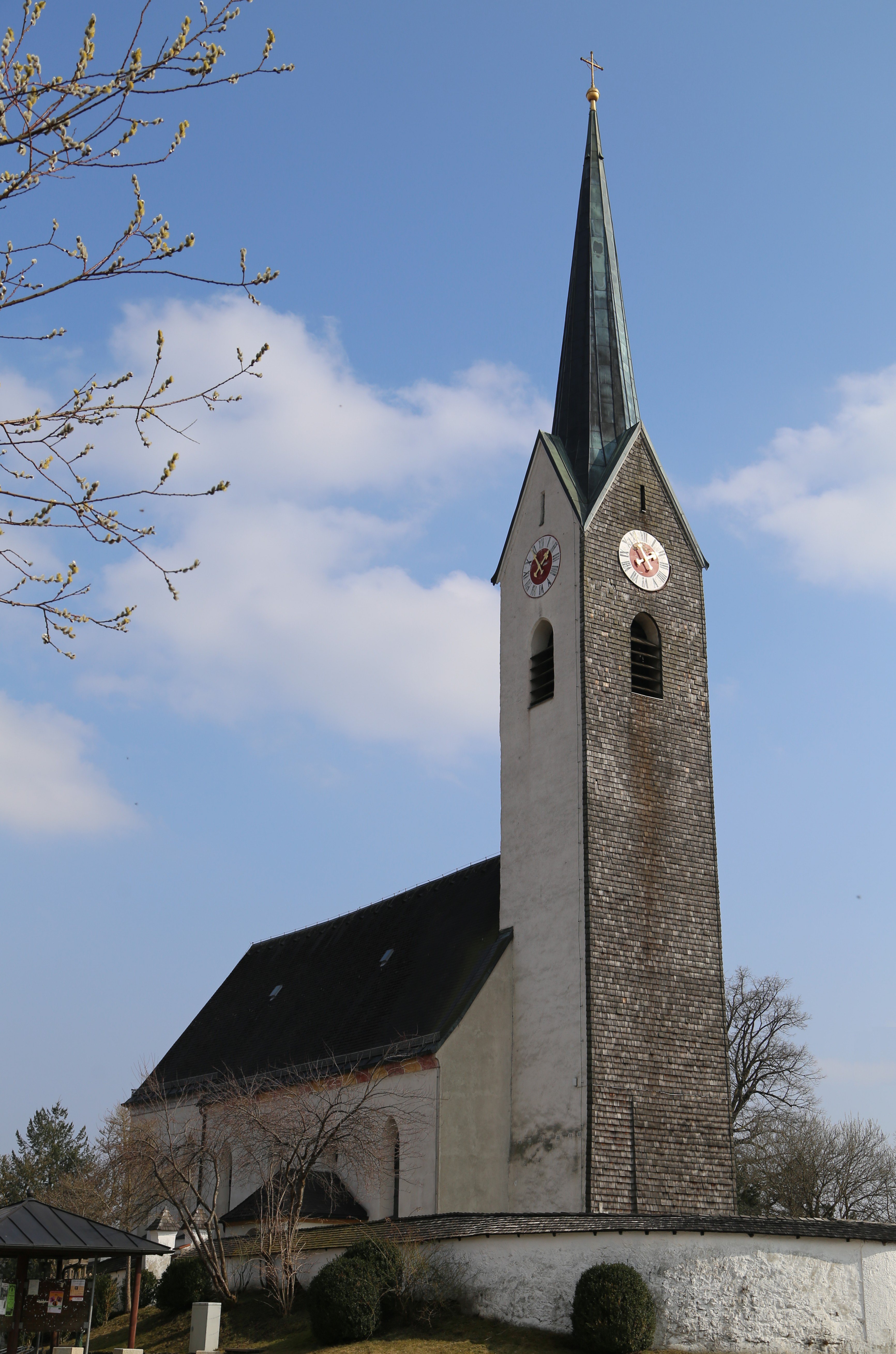
St. Stephanus in Stephanskirchen

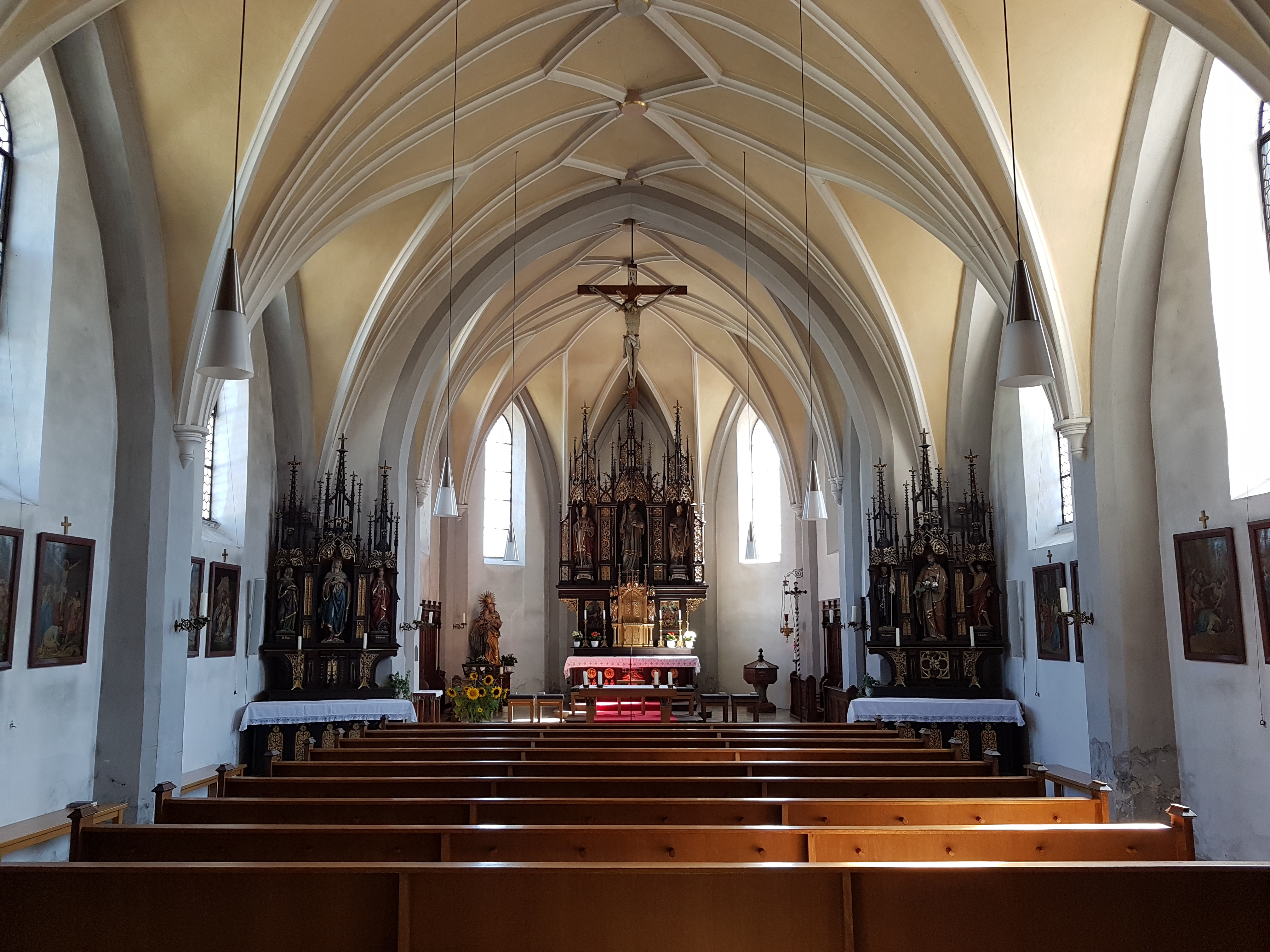
Innenraum

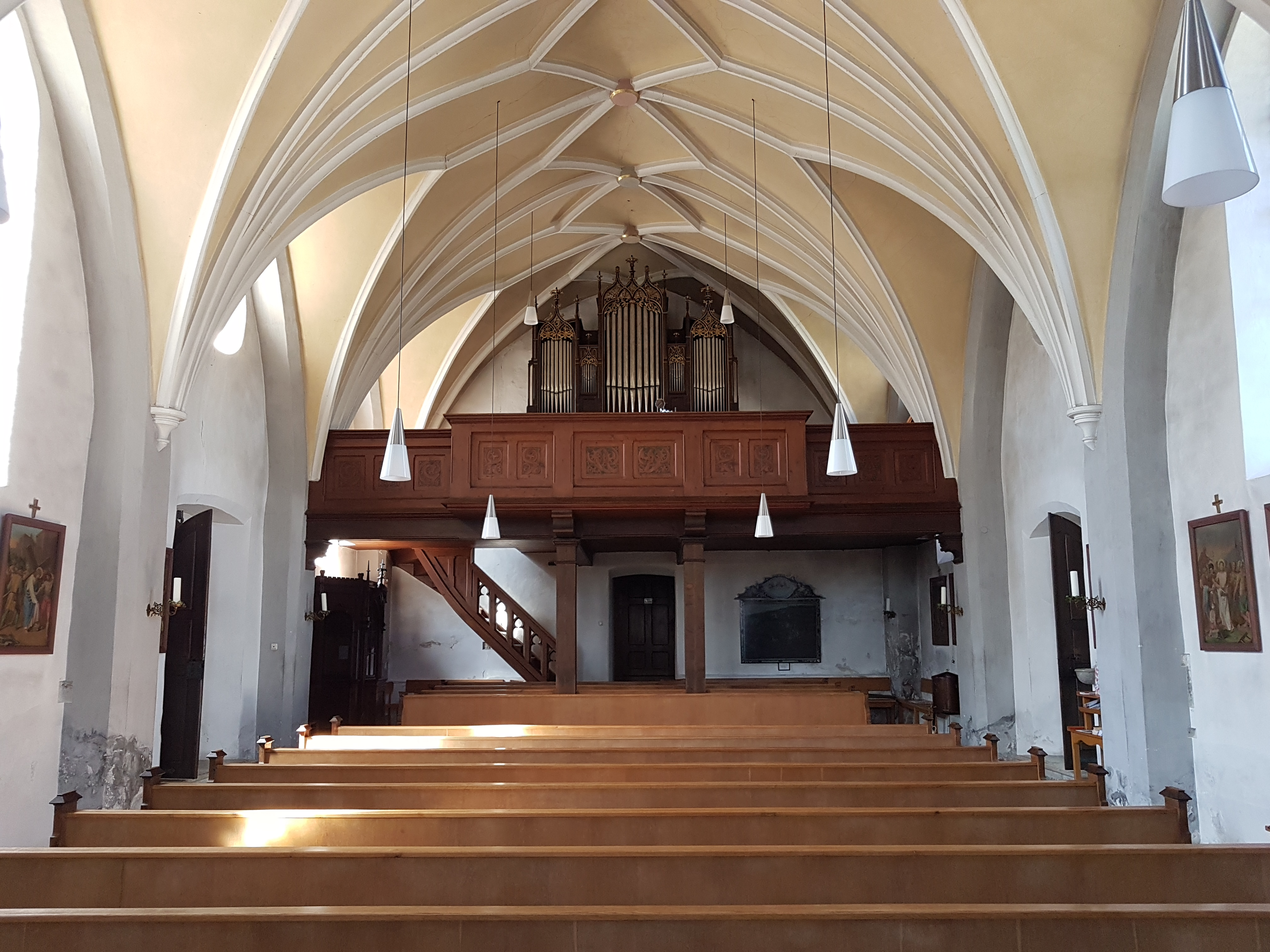
Innenraum nach Westen mit Orgel auf der Empore

Die römisch-katholische Pfarrkirche St. Stephanus steht in Stephanskirchen, einer Gemeinde im oberbayerischen Landkreis Rosenheim. Sie ist in der Liste der Baudenkmäler in Stephanskirchen als Baudenkmal unter der Nr. D-1-87-177-22 eingetragen. Die Kirche gehört zum Pfarrverband Stephanskirchen im  Dekanat Rosenheim (Erzbistum München und Freising).

## Beschreibung
Die spätgotische Saalkirche wurde am Anfang des 16. Jahrhunderts an der Stelle einer Vorgängerkirche errichtet und 1518 geweiht. Sie besteht aus dem Langhaus, dem eingezogenen, dreiseitig geschlossenen Chor im Osten, einer Sakristei an der Südwand des Chors und einem Kirchturm im Westen, der 1864 aufgestockt und mit einem spitzen Helm bedeckt wurde. Seine oberen Geschosse enthalten den Glockenstuhl und die Turmuhr.
In der zweiten Hälfte des 17. Jahrhunderts wurde die Kirche in mehreren Schritten barockisiert. Die Gewölberippen wurden abgeschlagen und das Gewölbe mit Stuck und Gemälden neu gestaltet. Sie erhielt einen barocken Hochaltar. 1820 wurde die Inneneinrichtung im Rokokostil erneuert. Die heutige einheitliche Kirchenausstattung führte 1893 Joseph Elsner senior aus. Dabei wurde der gotische Charakter der Kirche wiederhergestellt, der Innenraum wurde vollständig im Stil der Neugotik gestaltet.

## Orgel
Die rein mechanische Schleifladen-Orgel mit 12 Registern auf zwei Manualen und Pedal wurde von einem unbekannten Orgelbauer 1970 neu gebaut. Das Pfeifenwerk wurde in den neugotischen Prospekt eingebaut, den 1906 Josef Hackl aus Rosenheim gestaltet hatte.
Die Disposition lautet:
| I Hauptwerk C–g3 |       |
| Rohrflöte        | 8′    |
| Principal        | 4′    |
| Quint            | 2 ⁄3′ |
| Mixtur III–IV    | 1 ⁄3′ |

| II Schwellwerk |      |
| Gedeckt        | 8′   |
| Quintade       | 8′   |
| Flöte          | 4′   |
| Principal      | 2′   |
| Zimbel II      | 1⁄2′ |

| Pedal C–f1     |     |
| Subbass        | 16′ |
| Principal bass | 8′  |
| Choralbass     | 4′  |

- Koppeln: Normalkoppeln